# Tubifex
Тру́бочники (лат. Tubifex) — род кольчатых малощетинковых червей из подсемейства Tubificinae семейства наидид (Naididae).

## Среда обитания
Род является космополитическим. Трубочники встречаются повсеместно в стоячих водоёмах или реках с медленным течением. Вид Tubifex costatus живет в морской воде.

## Описание
Различные виды трубочников достигают 15—85 мм длиной. Все они красного цвета и живут в трубках. Тело членистое, покрыто щетинками, которые растут пучками. На 9 сегменте находится половой орган.

## Значение
Трубочники используются в аквариумистике как корм для рыб. Их продают в живом, замороженном или сушёном виде. Также трубочники являются биоиндикаторами загрязнения водоёмов.

## Виды
Род включает в себя следующие виды:
- Tubifex blanchardi (Vejdovský, 1891)
- Tubifex harmani (Loden, 1979)[2]
- Tubifex costatus (Claparède, 1863)
- Tubifex ignotus (Stolc, 1886)[3]
- Tubifex kryptus (Bülow, 1957)
- Tubifex longipenis (Brinkhurst, 1965)[3]
- Tubifex montanus (Kowalewski, 1919)
- Tubifex nerthus (Michaelsen, 1908)
- Tubifex newaensis (Michaelsen, 1903)[3]
- Tubifex newfei (Pickavance and Cook, 1971) [3]
- Tubifex pescei (Dumnicka 1981)
- Tubifex pomoricus (Timm, 1978)
- Tubifex pseudogaster (Dahl, 1960)[3]
- Tubifex smirnowi (Lastockin, 1927)
- Tubifex superiorensis (Brinkhurst and Cook, 1971) [2]
- Tubifex tubifex (Mueller, 1774)[3]